# Жіноча громада
«Жіно́ча грома́да» — українська громадська жіноча організація, заснована в Тернополі 1900. Упорядниця і голова (до 1914) — М. Ребачок-Солтис.
Засновницями «Жіночої громади» стали Марія Чикаленко, Марія Кістяківська-Тимченко, Марія Степаненко, Людмила Старицька-Черняхівська, Ісидора Косач, Одарка Романова, Марія Загірня-Грінченко, Марія Матюшенко-Гоженко, а також сестри Лисенко — Катря, Галина і Мар'яна.
Мета «Жіночої громади» — розвивати національну свідомість українських жінок через діяльність освітніх гуртків, курсів, проведення вистав, концертів, благодійних вечорів тощо. Розміщувалась у будинку «Українбанку» на вулиці Міцкевича (нині бульвар Шевченка).
При «Жіночій громаді» був «Кружок дівчат», до якого входили учениці вчительської семінарії та дівчата-українки міста. Вели його С. Брикович, А. Кордуба, Л. Онуферко. «Жіноча громада» організувала дешеву кухню для бідних учнів української гімназії та вчительської семінарії, заснувала товариства «Приют для слуг» і «Сирітський захист», проводила аматорські вистави і концерти, видала «Буквар» О. Солтиса для самоосвіти.
Під час Першої світово війни й Визвольних змагань 1914—1920 спілчанки організації займалися благодійними справами: організовували допомогові комітети, збирали кошти потерпілим від воєнних дій, влаштовували безплатні кухні для голодних і солдатів, шили білизну, працювали в шпиталях тощо. У період ЗУНР організували курси медсестер (42 учениці). Хворими та пораненими опікувався «Комітет пань Червоного Хреста», який діяв при «Жіночій громаді». Згодом спілчанки організації увійшли до «Союзу українок».
1924 влада заборонила діяльність «Жіночої громади».